# 足糸

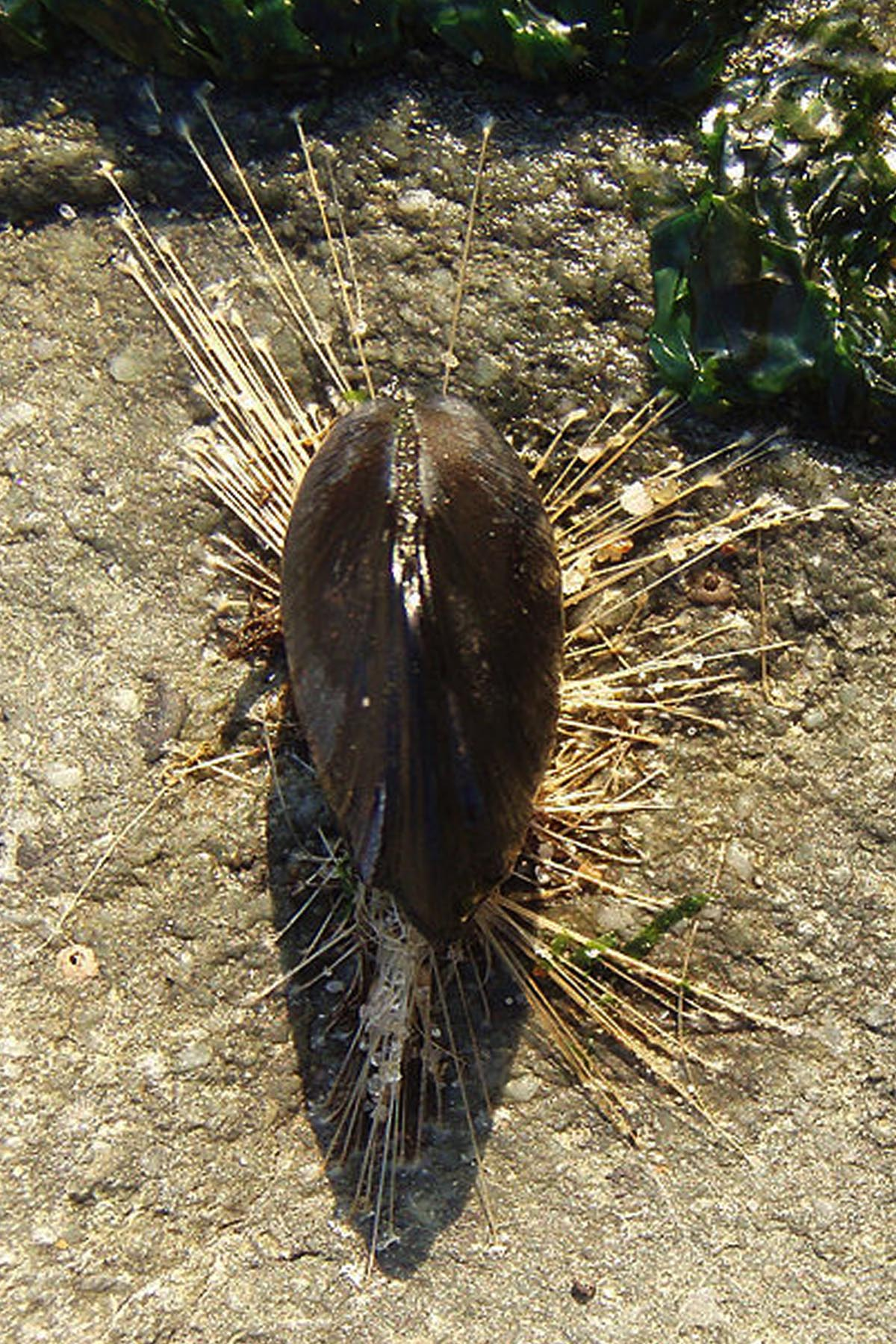
イガイ属のムール貝が足糸で岩に張り付いている様子

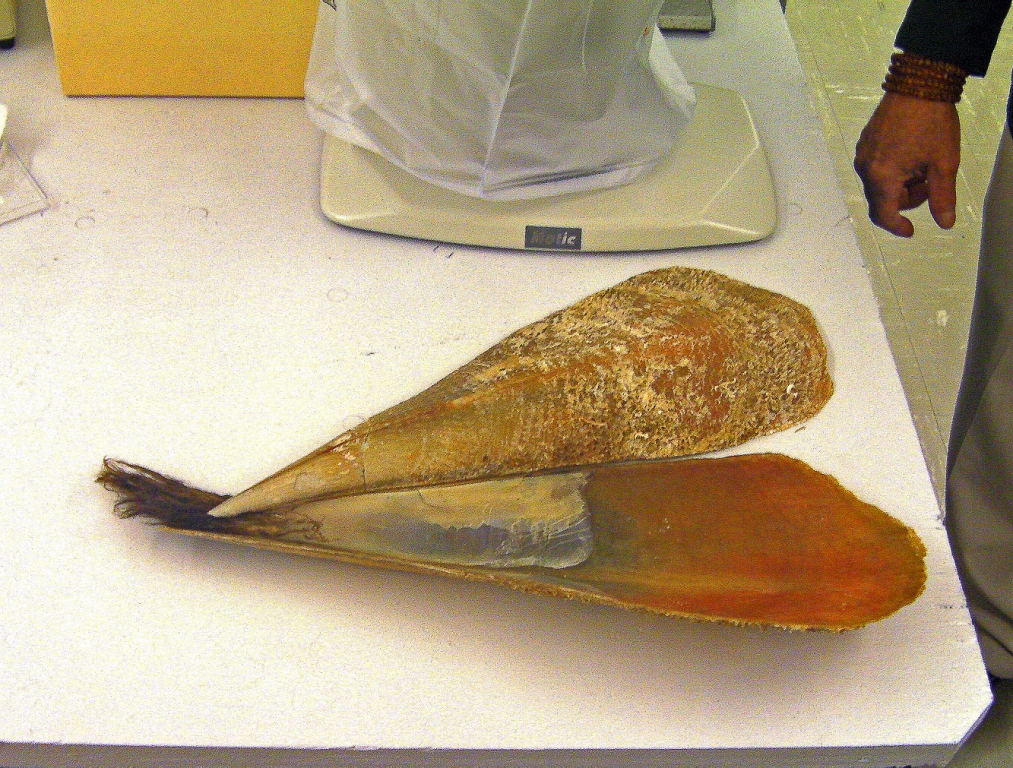
Pinna nobilisと足糸

足糸（そくし、英語：byssus [ˈbɪsəs]）は、ハボウキガイ科、イガイ科などの二枚貝が岩や海底に固定する際に分泌する繊維である。

## 概要
主にタンパク質からなり、濡れた岩場、水中でも6種類のイガイ接着タンパク質で瞬時に接着し、微生物や酵素による分解に耐える高い耐久性と強度を持つ。
古来、地中海世界では、ハボウキガイ科の貝、特にPinna nobilisから、シーシルクと呼ばれる繊維を採取した。
紀元前196年の記録とされるロゼッタ・ストーンにもシーシルクの記録が残っている。
現代では、Pinna nobilis が保護されているため、シーシルク等の繊維製品を作ることはできない。
水場でも高い接着能力を持つことから、研究から水中用接着剤が開発されている。